# パーヴェル・エフドキーモフ
パーヴェル・ニコライェヴィチ・エフドキーモフ（1901年8月2日 サンクトペテルブルク - 1970年9月16日 ムードン、ロシア語: Павел Николаевич Евдокимов; ラテン文字転写一例: Pavel Nikolayevich Evdokimov, フランス語・ルーマニア語: Paul Evdokimov）は、ロシアに生まれ、フランスに亡命しフランスで活躍した、正教の神学者であり哲学者。
ウラジーミル・ロースキイとほぼ同じ世代に属し、ロースキイと同様にフランス語で著述する一方で、フランスに帰化することなく、亡命ロシア人という立場に生涯とどまった（後述）。

## 生涯

### 幼少～青年期
1901年8月2日に、ロシアにおいて最もヨーロッパ化されていたサンクトペテルブルクに生まれた。父親は軍人であり貴族であり、母親も古い家柄の貴族出身。
1907年、革命の機運が高まるロシアにおいて、反乱を起こした兵士を無防備で説得してきた、責任感の強い父エフドキーモフ大佐が、演習中に撃たれて暗殺された。父の死に顔をパーヴェルはちらと見ることが出来たが、幼いこの時の印象が、後のパーヴェルに天父の犠牲的愛とほほえみというテーマを与えることとなった。
パーヴェル・エフドキーモフは、母と、母なる教会（正教会）から受け継いだ信仰を疑う事は生涯なかった。幼いエフドキーモフに内的生活の手ほどきをしたのは、信仰深く神学に関心を寄せていた母であった。
幼少の頃から生神女、サロフの聖セラフィムをはじめとする諸聖人に神への祈り（転達）を願っていたが、青年期に入るとドストエフスキーもその願いの対象となっていた。こうした諸聖人、ドストエフスキーとの交わりは生涯続き、エフドキーモフの処女作も『ドストエフスキーと悪の問題』である。
貴族の子弟が通う学校で教育を受け、軍人的な躾を身に付ける一方で、休暇中は母の意向により修道院で過ごした。学友との交友関係を大事にし、ツァーリを敬愛し、乗馬を趣味とする一方で、修道院での静かな生活を愛した。
1918年、ロシア革命の混乱期に家族とともにキエフに移った際、キエフの神学アカデミアに学んだ。当時、神学生の殆どは神品 (正教会の聖職)の子弟であり、エフドキーモフのような出自の者は珍しく、さらに、彼のように神品となる事を目指さないで神学を学ぼうとする者も珍しかった。
数ヵ月後、白軍に徴用され、2年間ほど騎兵として従軍したが、家族の意向で白軍の瓦解前に軍籍を離れた。戦争についての思い出は、後年になっても、厳冬に愛馬に暖められたことを除いては殆ど語らなかった。

### ロシア革命による亡命後
ロシア革命により多くの旧帝国民が亡命したが、エフドキーモフもその一人としてイスタンブールにまず亡命した（当時、ロシア難民には、ベルリン、プラハ、イスタンブールに一旦亡命した後、フランス、とくにパリに移るという者が多かった）。イスタンブールでは運転手や、レストランのボーイや調理の手伝いなども経験している。。
1923年9月、パリに移る。工場で働き学費と生活費を稼ぎつつ、ソルボンヌ大学で哲学修士号を取得した。ほどなくして奨学金を得て、フランスでのロシア人学生のキリスト教活動の書記長も務めている。1924年にロシア人の神学者・名士達によって聖セルギイ神学院が創立され、セルゲイ・ブルガーコフが初代学長に就任すると、エフドキーモフも入学、1928年に神学修士号を取得した。聖セルギイ神学院で、エフドキーモフはセルゲイ・ブルガーコフ、ニコライ・ベルジャーエフから大きな影響を受けた。
1927年にはロシア人を母に持つ、南フランス生まれのナターシャ・プリュネルと結婚、1928年、1930年には子に恵まれる。マントンに新居を構え、ナターシャはイタリア語の教授をしていた。エフドキーモフの母もマントンに移り住んだ。エフドキーモフは病弱な妻を助け家族を愛する父であった。この頃、エキュメニカル運動に積極的に関わり、プロテスタントと交流をしていた。しかし1940年、イタリアによるマントン占領により、プラード、ヴァランスに亡命する。
1942年に学位論文『ドストエフスキーと悪の問題』を発表。1944年には著書『愛の機密なる婚姻』を出版する。
1942年に母親が永眠、1945年に妻が永眠する。
第二次世界大戦中にはCIMADE（難民を収容する国際運動委員会）のプロテスタントの友人達とともにレジスタンスに加わった（ただし武力抵抗ではなく、ユダヤ人の救済を目的とする活動）。この事で逮捕されたが、オランジェの司法官を務めていた兄のとりなしによって数週間の拘留ののち釈放された。
CIMADEの主活動はこの事件後に亡命者受け入れにシフトしていった。貧困・苦悩の中にある亡命者の受け入れに際し、CIMADEによる人情の無い対応がままある事をエフドキーモフは歎きつつ、時には真夜中にたたき起こされる事もあったにもかかわらず、亡命者の悩みの相談や祈りの求めに献身的に応じた。かかる亡命者受け入れの活動を通じ、旧約聖書におけるレビ記19章33節・34節（自分達とともに暮らす異国人を愛するよう神が命じる内容）と関連しつつ、「枕するところなき」イイスス・ハリストス（イエス・キリスト）の姿を世界に伝える使命を持つという意義を亡命者に見出し、その後の思想展開にも影響を受けた。
ある時、ボルドー大学文学部の哲学科教授職への就任の話が出たが、フランスへの帰化が条件であったため、申し入れを辞退した。亡命によって普遍人の証となったロシア人という身分にとどまる事を選んだ結果であった。

### 第二次世界大戦後～晩年
第二次世界大戦後には、正教徒としての献身的な活動のほかに、エキュメニカル評議会にも関わった。また、正教会本来の活動にも積極的に関わり、1953年の春にはシンデスモス（きずな）の創立に参画し、世界的な正教会青年活動の連帯を図った。同年10月、聖セルギイ神学院の教授となり、西ヨーロッパ・キリスト教史と倫理神学を担当した。
学生寮の経営などに追われ時間的余裕がなかったことや、何より書く気になれなかったことから著述は殆どしていなかったが、1954年、坂井友子（25歳）と再婚した事を機に、著書が多くなされるようになる。友子は外交官の娘で母はイギリス人、雑用を一手に引き受け、第三世界への同行の際には通訳として同行するなど、夫の創造力が最大限に発揮できるよう力を尽くした。エフドキーモフの再婚後の最初の著作は『女性と世の救い』であった。
1959年に『正教』（これにより神学博士号を取得）、1961年に『ゴーゴリとドストエフスキー』『ロシア思想におけるキリスト』が上梓された。1964年上梓の『属神的（霊的）生活発展史』、1970年上梓の『美の神学・イコンの藝術』は、「二大傑作」とされる。
第二バチカン公会議の第三会期には、聖セルギイ神学院の代表として出席した。
エフドキーモフの影響力は各国に及び、幾つかの著作はギリシャ語にも翻訳され、1968年にはテサロニキ大学から名誉博士号を贈られた。晩年にはロシアやルーマニアからもメッセージが届くようになっていた一方、旅行はあまり好まなかったが、この時の、正教が日常生活に浸み込んでいるギリシャへの旅行は、幼い頃に過ごしていたロシアを思い出させ、エフドキーモフを深く感動させた。
生涯、神品 (正教会の聖職)に就かず、信徒神学者の立場を通した。1970年9月16日、マントンで永眠、69歳であった。

## 他の日本語訳
※各・表記はポール・エフドキモフ
- 『神の狂おしいほどの愛　東方キリスト教の霊性をめぐって』谷隆一郎訳、新世社「東方キリスト教叢書」、1999。ISBN 4883820106
- 『輝く信仰生活 真の神とは何か・神との葛藤 信仰生活の歴史的変遷』斎田靖子訳、エンデルレ書店「ヘーシベック文庫」、1995。ISBN 4754402588